# سنت وینسنت (جزیره)
سنت وینسنت (انگلیسی: Saint Vincent) جزیره‌ای آتشفشانی در کارائیب است. این جزیره، بزرگ‌ترین جزیره کشور سنت وینسنت و گرنادین‌ها به‌شمار می‌آید.
سنت وینسنت بین سنت لوسیا و گرنادا واقع شده‌است. این جزیره از کوه‌های آتشفشانی تشکیل شده‌است که بخشی از آنها در زیر دریا قرار دارند. بزرگترین کوه سنت وینسنت که بلندترین قله کشور هم هست، لا سوفیر نام دارد که یک آتشفشان فعال است. آخرین فعالیت زیاد آتشفشانی این کوه در دسامبر سال ۲۰۲۰ آغاز شد و در آوریل ۲۰۲۱ شدت گرفت.
پیش از واگذاری جزیره به بریتانیا در سال ۱۷۶۳ و دوباره در سال ۱۷۸۳، جنگ‌های عمده‌ای بین مردم بومی سیاه‌پوست جزیره، که گاریفونا نامیده می‌شوند، و نیروهای انگلیس رخ داد.
سنت وینسنت و گرنادین‌ها استقلال خود را از پادشاهی متحده بریتانیا در ۲۷ اکتبر ۱۹۷۹ به‌دست آورد و پس از آن بخشی از اتحادیه کشورهای مشترک‌المنافع بریتانیا شد.
در حال حاضر تقریباً ۱۳۰ هزار نفر در جزیره سنت وینسنت زندگی می‌کنند. این جزیره در اوایل دهه ۱۹۰۰ و بین دهه‌های ۱۹۴۰ تا ۱۹۸۰ شاهد مهاجرت قابل توجهی به بریتانیا بود. همچنین مهاجرت زیادی از آن به کانادا و سایر جزایر بزرگ همسایه در  کارائیب صورت گرفته‌است.
تقسمات جزیره اصلی سنت وینسنت متشکل است از کینگزتاون، پایتخت کشور، و پنج شهرک اصلی نوار ساحلی به نام‌های لایو، بارولی، شاتوبلیر، جورج‌تاون و کالیاکوآ.